# Sątoczno (województwo warmińsko-mazurskie)

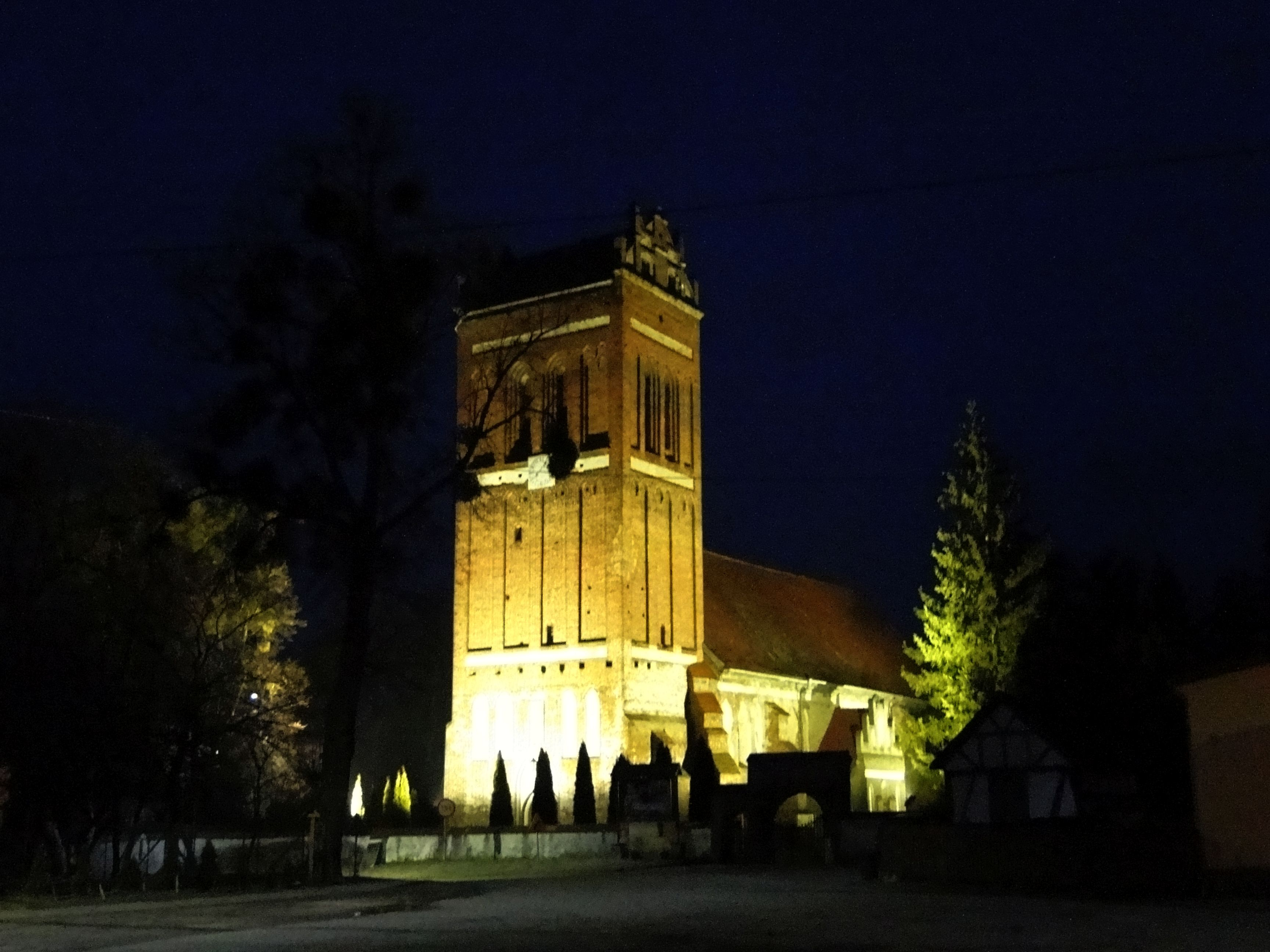
Kościół Rzymskokatolicki pw. Chrystusa Króla w nocnym oświetleniu.

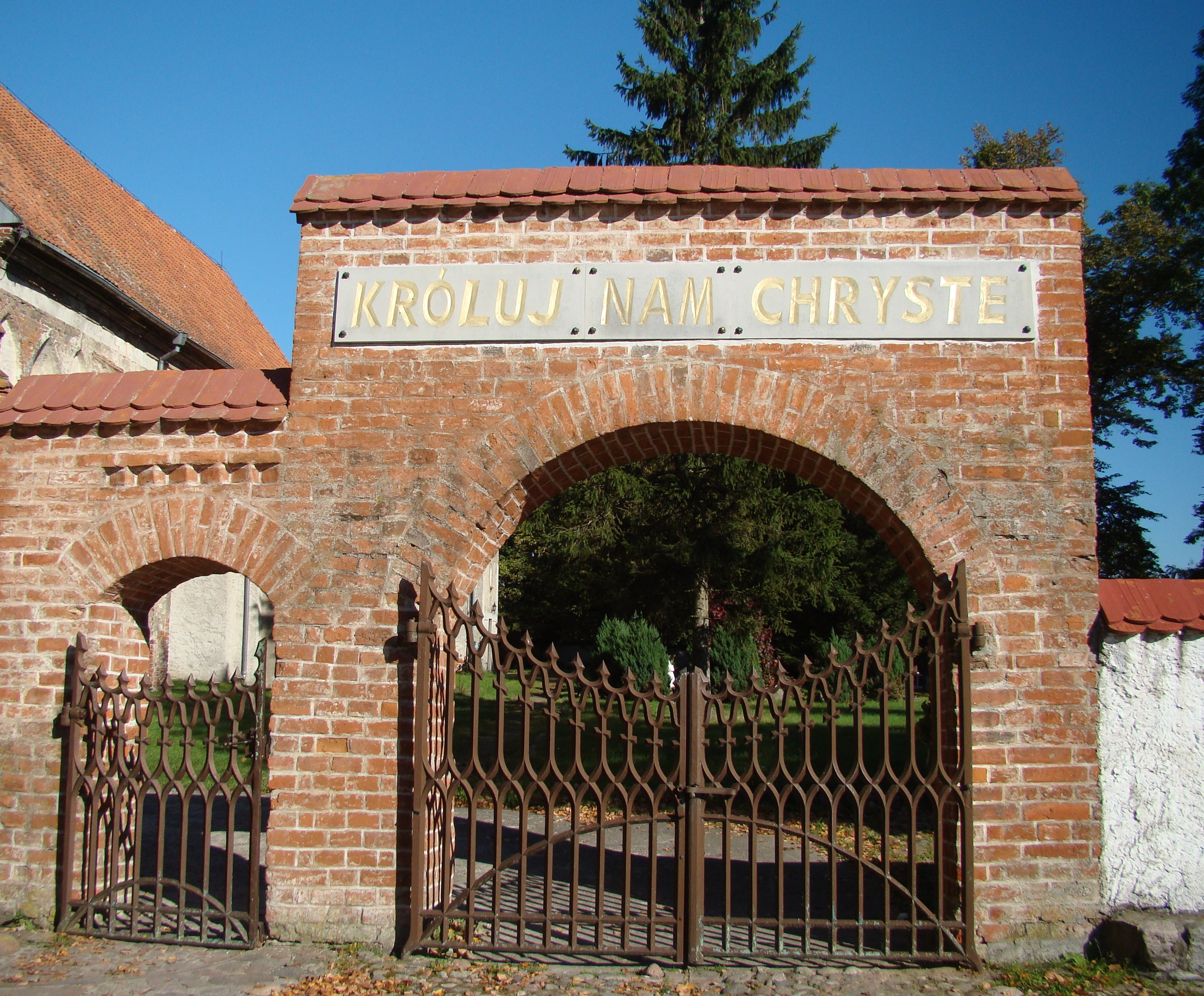
Sątoczno, frontowa brama kościelna

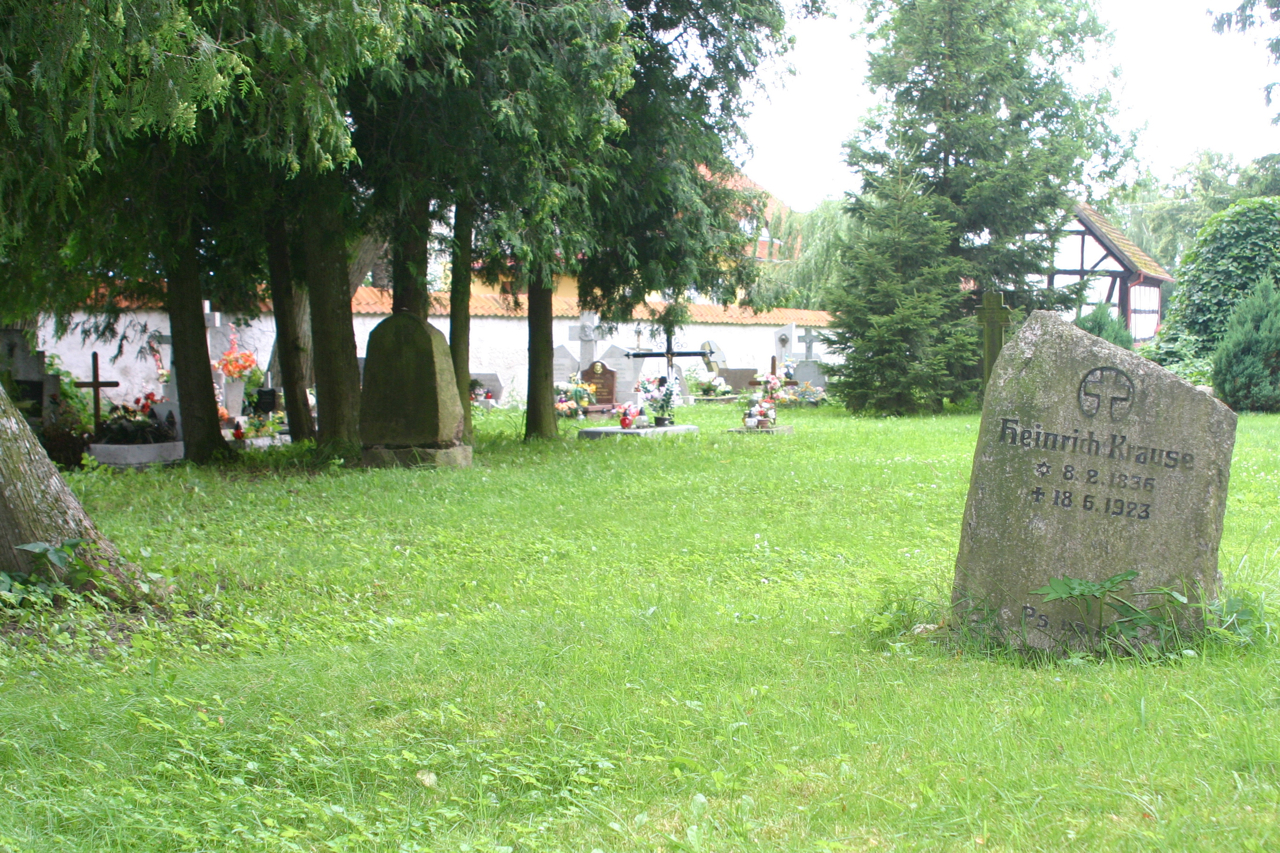
Stare nagrobki na cmentarzu przykościelnym

Sątoczno (niem. Leunenburg), w pierwszych latach po II wojnie światowej Laukinikowo – wieś w Polsce położona w województwie warmińsko-mazurskim, w powiecie kętrzyńskim, w gminie Korsze. Do 1954 siedziba gminy Sątoczno, a później do końca 1972 r. – gromady Sątoczno. W latach 1975–1998 miejscowość położona była w województwie olsztyńskim. Wieś jest siedzibą sołectwa, w skład którego oprócz Sątoczna wchodzą jeszcze: Stawnica, Łękajny, Marłuty i Wągniki.

## Położenie wsi
Wieś położona jest na Nizinie Sępopolskiej na wysokości 35 m n.p.m., około 9 km na północny zachód od miasta Korsze, przy ujściu rzeki Sajny do rzeki Guber. Do granicy państwowej między Polską a Rosją jest z Sątoczna ok. 12 km. Przez miejscowość przechodzi droga powiatowa nr 1567N łącząca osadę Glitajny pod Korszami z Sępopolem oraz droga powiatowa nr 1398N prowadząca do wsi Skandawa. Od 2015 roku przez wieś przebiega szlak rowerowy Green Velo, łączący w tym miejscu Sępopol i Korsze.

## Części wsi
| SIMC    | Nazwa   | Rodzaj     |
| ------- | ------- | ---------- |
| 0478836 | Łękajny | przysiółek |

## Historia
Sątoczno należy do najstarszych miejscowości w powiecie kętrzyńskim. W 1326 na terenie opuszczonej osady pruskiej na polu Lumen (pruskie „moczar”) komtur z Bałgi, Dietrich von Altenburg, polecił zbudować strażnicę krzyżacką, a przy niej kościół. Przy zamku określonym jako castri Lunenburgk powstała osada targowa o ponadlokalnym zasięgu, która otrzymała prawa miejskie. W 1344 w Sątocznie założono komturię. Pierwszym komturem Sątoczna został Herold von der Osten, potem Johann Wurkini, a ostatnim Kuno von Alemnhausen. W 1346 Litwini spalili wieś, ale nie zdobyli zamku. W 1347 wieś Sątoczno i podgrodzie zamku, ponownie zostało spalone przez Litwinów, w związku z czym zlikwidowano komturię. Później podlegało nowej komturii w Rynie lub prokuratorom kętrzyńskim. W czasie wojny trzynastoletniej Sątoczno przystąpiło do Związku Pruskiego i przez kilka lat czynnie występowało przeciw Krzyżakom. W tym czasie opisywane jeszcze było jako miasto.
Pierwszy kościół w Sątocznie wybudowano w latach 1326–1328, został spalony w czasie najazdu Litwinów w 1347 r. Świątynię odbudowano (obecny budynek kościoła), a na przełomie XIV i XV w. dobudowano prezbiterium.
Po II pokoju toruńskim Sątoczno znalazło się na terenie Prus Zakonnych. W 1468 w zamian za zaległy żołd Krzyżacy przekazali Sątoczno rycerzowi ze Szwabii Albrechtowi Vogt von Ammerthal. Jego córka Anna wyszła później za Botha zu Eulenburga ze Skandawy (Eulenburgowie do XVI w. pisali się jako Ilenburg.) Sątoczno było główną siedzibą rodu zu Eulenburg w latach 1520–1610. Po 1610 siedziba rodu przeniesiona została do pobliskiej Prosny. Od roku 1525, kiedy Albrecht Hohenzollern przeszedł na luteranizm, kościół znalazł się we władaniu ewangelików aż do 1945 r. Od końca średniowiecza kościół pozostawał pod patronatem Eulenburgów.
Zamek w Sątocznie został rozebrany w 1628. Znajdował się on na północ od kościoła. W czasie potopu szwedzkiego książę pruski Fryderyk Wilhelm I stanął po stronie Szwecji. W reakcji na to na przełomie 1656/57 na Prusy najechali walczący po stronie polsko-litewskiej się Tatarzy Gosiewskiego. W wyniku tych działań Sątoczno zostało zniszczone. W 1709 epidemia dżumy dziesięciokrotnie zmniejszyła liczbę ludności w Sątocznie i okolicy. W latach 1839–1842 kościół odrestaurowano według pomysłu proboszcza Szymona Gemmela.
Sątoczno też znacznie ucierpiało w czasie wojen napoleońskich oraz I i II wojny światowej. W 1924 Sątoczno odwiedził Paul von Hindenburg, który w 10-lecie zwycięstwa nad Rosjanami pod Tannenbergiem był podejmowany w Prusach Wschodnich. Wieś znajdowała się w posiadaniu hrabiów Eulenburg do 1945.
Po II wojnie światowej miejscowość włączono do Polski, a jej dotychczasowi mieszkańcy zostali wysiedleni do Niemiec. Większość gruntów należących do wsi użytkowały PGR. W 1949 r. uruchomiono we wsi kino, w 1950 r. otwarto bibliotekę wiejską. W kolejnych latach oddano do użytku nowy budynek szkoły ośmioklasowej oraz otwarto przedszkole.
W 1970 r. wieś liczyła 163 mieszkańców.

## Kościół pw. Chrystusa Króla
Kościół Chrystusa Króla w Sątocznie swoją wielkością dominuje nad niewielką osadą. Świątynia ta w pierwszych dziesięcioleciach od wybudowania odgrywała także rolę budowli obronnej. Kościół wraz z pobliskim zamkiem (niezachowanym do dziś) były położone w miejscu strategicznym u ujścia Sajny do Gubra. Jest on orientowany względem stron świata, murowany z cegły, na kamiennej podmurówce, jednonawowy, z większym i niższym, trójbocznie zamkniętym prezbiterium. Zakrystia mieści się od strony północnej, od strony południa – kruchta z przylegającą do niej dawną kaplicą grobową Eulenburgów. Kościół od strony zewnętrznej ma długość 45 m. Wymiary wewnętrzne to: nawa 21,6x9,2 m, chór (dwuprzęsłowy) 14,4x7,2 m. przykryty sklepieniem gwiaździstym. Na kościelnej wieży (wysokość 32 m) znajduje się dzwon, pochodzący z 1735 r. Został on ufundowany przez rodzinę Eulenburgów. Z napisu umieszczonego na dzwonie wynika, że został odlany w Królewcu przez Georga Bernharda Kindera, urodzonego w Leunenburgu. Do drugiej wojny światowej na dzwonnicy były zawieszone trzy dzwony, z których jeden zaginął, a drugi został wywieziony do Niemiec. Mury kościoła są znacznie starsze: nawy i przyziemia wieży XIV w., z początków XV wieku jest chór i położona od północy zakrystia oraz od południa kruchta i z XVIII wieku kaplica grobowa Eulenburgów. Kościół przed reformacją należał do archiprezbiteratu w Sępopolu. Organy wykonane zostały przez Adama Caspari w 1745 z Królewca. Wyposażenie wnętrza kościoła pochodzi z pierwszej połowy XIX wieku z warsztatu Biereichla w Reszlu. Pierwszym proboszczem ewangelickim w Sątocznie był Valentin Buge (lata 1525–1537), a ostatnim Karol Dettmar (lata 1932–1945). Polscy diakoni w Sątocznie występowali do 1697.
Zobacz też:

## Szkoła

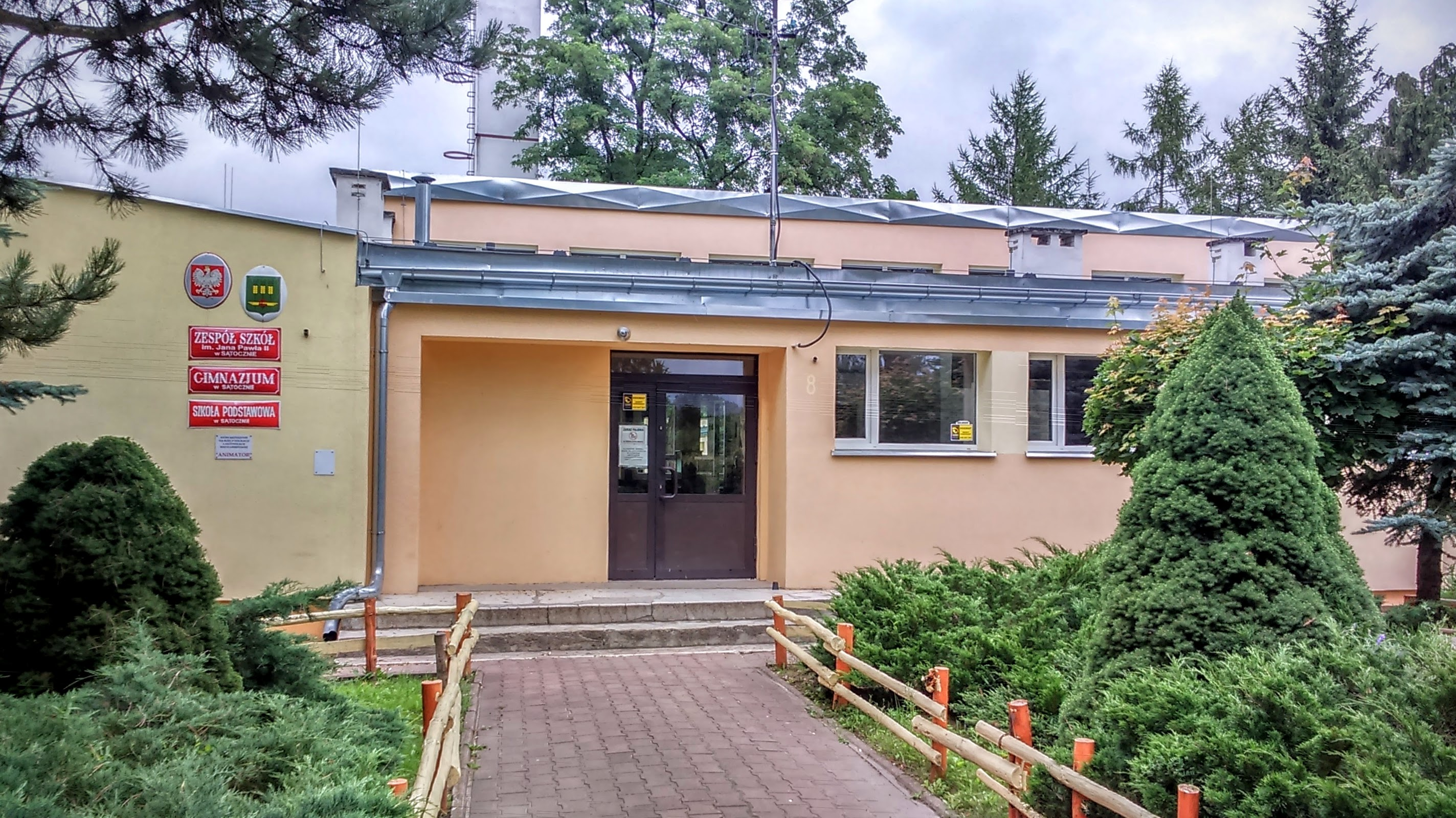
Szkoła Podstawowa w Sątocznie

Początki szkolnictwa w Sątocznie są datowane na pierwszą połowę XVIII wieku, na okres panowania króla Prus Fryderyka Wilhelma I. W roku 1732 za sprawą działalności komisji szkolnej założono na terenie tutejszej parafii osiem szkół pod przewodnictwem pastora Jakuba Michaela Webera, wśród nich także szkołę w Sątocznie.
Po drugiej wojnie światowej szkoła działała w budynku położonym obok kościoła. Wzrastająca liczba mieszkańców i powojenny wyż demograficzny sprawiły, że władze PRL przystąpiły do programu budowy szkół Tysiąclecia Państwa Polskiego. Jedna z takich tysiąclatek została wybudowana także w Sątocznie w latach 1962–1964. Wykonawcą szkoły podstawowej w Sątocznie było Kętrzyńskie Przedsiębiorstwo Budowlane. Szkoła oddana została do użytku 3 października 1964 r.
Szkoła Podstawowa w Sątocznie obejmowała także trzy punkty filialne w Kałwągach, Słępach oraz w Marłutach. Filie w Słępach i Marłutach zostały włączone do szkoły w Sątocznie od września 1973 r. Natomiast punkt filialny w Kałwągach funkcjonował do końca roku szkolnego 1977/78.
W styczniu 1975 r. Szkoła Podstawowa w Sątocznie została podporządkowana pod względem organizacyjnym Zbiorczej Szkole Gminnej w Korszach, stan ten istniał potem do połowy lat osiemdziesiątych.
W czasie tzw. „zimy stulecia” w styczniu 1979 r. silne mrozy spowodowały zniszczenie kaloryferów w szkole. Nauka odbywała się potem w kilku budynkach na terenie Sątoczna (m.in. w dawnym urzędzie gminy, w świetlicy, na poczcie), a także w dawnej filii w Kałwągach.
Po reformie samorządowej prowadzenie Szkoły Podstawowej w Sątocznie przedterminowo, od stycznia 1992 r. przejęła Gmina Korsze. W tym samym roku zakończona została rozbudowa szkoły polegająca na dobudowie 4 sal lekcyjnych, rozbudowie kotłowni oraz remoncie dachu i elewacji, która została pomalowana na kolory zielony i biały.
W roku 1999 w Sątocznie zostało założone gimnazjum, które weszło wraz ze szkołą podstawową w skład Zespołu Szkół w Sątocznie. Zespołowi temu nadano w 2006 r. imię Jana Pawła II.
W roku 2014 Gmina Korsze przeprowadziła kompleksową termomodernizację szkoły poprzez wprowadzenie ogrzewania poprzez geotermalne pompy ciepła, docieplenie ścian zewnętrznych i stropodachu, montaż nowej instalacji c.o. i wymianę najstarszych okien. Elewacja szkoły została pomalowana na kolor piaskowożółty.
Kolejnymi kierownikami i dyrektorami szkoły w Sątocznie byli: Jerzy Fijorek, Wanda Wieliczko, Leonarda Duryło, Jerzy Kowalski, Mirosław Szefer oraz w latach 1992–2016 – Janusz Bieńkowski. Od 1 września 2016 r. obowiązki dyrektora pełni Teresa Pupin.

## Ochrona przyrody
Cały teren wsi jest częścią Obszaru Chronionego Krajobrazu Doliny Rzeki Guber, który obejmuje nie tylko dolinę  Gubra, ale i jej dopływu Sajny. Ponadto Sątoczno i jego okolice wchodzą w skład  obszaru Natura 2000, a mianowicie obszaru specjalnej ochrony ptaków Ostoja Warmińska. Obszar ten został powołany m.in. w celu ochrony siedlisk bociana białego, gatunku reprezentowanego również w Sątocznie i jego okolicach. 

## Ciekawostki

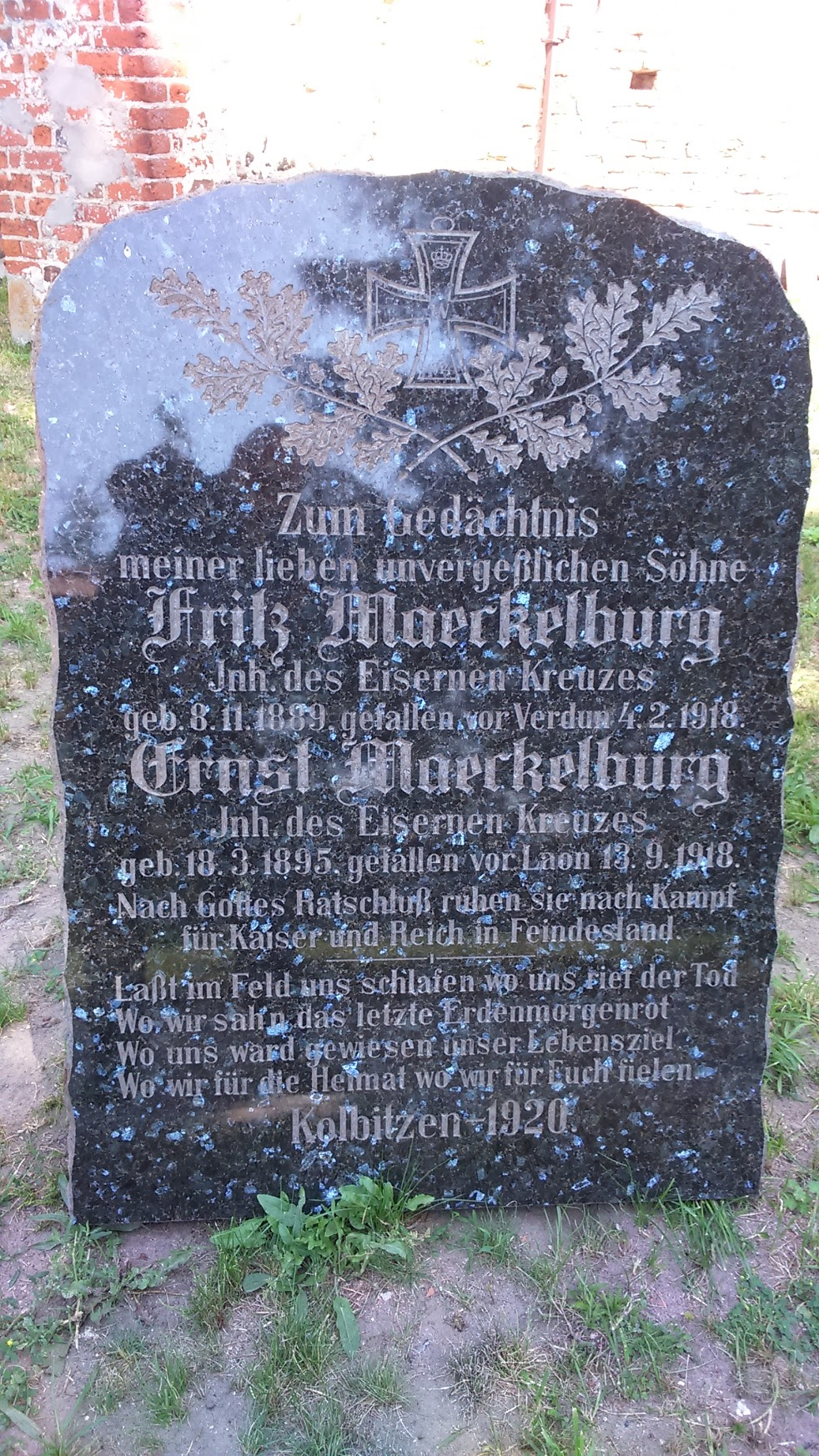
Tablica ku pamięci Fritza i Ernsta Maeckelburg

- Ostatni sołtys sprzed 1945 r. nosił nazwisko Jendrzejczyk.
- Wśród nowych osadników w 1945 r. znalazł się dotychczasowy robotnik przymusowy, a dawny obrońca Westerplatte, starszy sierżant Wiktor Ciereszko. W pobliskich Krelikiejmach osiadł inny westerplatczyk – Jan Parwicki.

- W 2000 roku, na swoim polu, mieszkaniec wsi Stefan Lelonek znalazł ozdobny relikwiarz w formie krzyża (enkolpion) wykonany ze złota i mosiądzu, w którym rycerze nosili na szyi relikwie lub wersety z Pisma Świętego. Enkolpion z Sątoczna datowany jest na XII–XIII wiek[20].

- W czerwcu 2016 r. w czasie prac ziemnych przy kościele została odnaleziona pochodząca z 1920 r. kamienna tablica poświęcona pamięci braci Fritza i Ernsta Maeckelburg, którzy w czasie I wojny światowej polegli w 1918 r. we Francji pod Verdun i Laon.